# PlayStation Portal
PlayStation Portal (celým jménem PlayStation Portal™ Remote Player) je přenosné zařízení určené pro streamování her z konzole PlayStation 5, které bylo vyvinuto společností Sony Interactive Entertainment a vyšlo 15. listopadu 2023.
Umožňuje hráčům hraní her uložených na jejich PS5, aniž by potřebovali televizor či jinou externí obrazovku. Funguje na bázi streamování z konzole PlayStation 5 prostřednictvím technologie Remote Play, a proto vyžaduje stabilní připojení k Internetu. Je potřeba stabilní síť s minimální rychlostí 5 Mb/s.

## Hardware a specifikace
Zařízení je vybaveno dotykovou osmipalcovou LCD obrazovkou, která má rozlišení 1080p (1920x1080 pixelů) s obnovovací frekvencí 60 Hz. Ovladač u zařízení, DualSense, je totožný s ovladačem PlayStation 5, proto je rozložení všech tlačítek naprosto stejné, včetně dalších vlastností, jako jsou například vibrace. PlayStation Portal využívá čipovou sadu Snapdragon 662 a po softwarové stránce pracuje na přizpůsobené verzi operačního systému Android 13. Portal má 16,5 Wh Lithium-iontovou baterii, která umožňuje hraní na nejvyšší nastavení okolo 4 hodin, ale pro normální užívání výdrž dosahuje až mezi 7 až 8 hodinami hraní. Pro nabíjení zařízení je zde jeden konektor USB-C.
Pro připojení externích sluchátek lze použít 3,5 mm jack a pro bezdrátové připojení je potřeba mít sluchátka výhradně pro PlayStation 5, která se připojí pomocí PlayStation Link, jelikož PlayStation Portal nepodporuje Bluetooth.

## Připojení
PlayStation Portal podporuje Wi-Fi 5 a připojení v pásmech 2,4 GHz a 5 GHz. Minimální rychlost sítě pro fungování je 5 Mb/s, ale pro plynulý a bezproblémový zážitek se udává alespoň 15 Mb/s. Zařízení se nepřipojuje k PlayStation 5 přímo, ale vše probíhá přes lokální síť LAN, a to pomocí připojené Wi-Fi.
Technologie Remote Play, díky které PlayStation Portal funguje, umožňuje streamování her z konzole PlayStation na vzdálená zařízení. Konzole, tak v reálném čase posílá obraz a zvuk do tohoto zařízení prostřednictvím Wi-Fi připojení.